# یاسمین واینالدوم
یاسمین واینالدوم (انگلیسی: Yasmin Wijnaldum؛ زادهٔ ۱۰ ژوئیهٔ ۱۹۹۸) مدل اهل پادشاهی هلند، سورینامی است.